# Mystacides nigra
Mystacides nigra är en nattsländeart som först beskrevs av Carl von Linné 1758.  Mystacides nigra ingår i släktet Mystacides, och familjen långhornssländor. Arten är reproducerande i Sverige.